# Lee Sang-hun
Dans ce nom coréen, le nom de famille, Lee, précède le nom personnel.
Lee Sang-hun (coréen : 이상헌) (né le 11 octobre 1975 à Incheon en Corée du Sud) est un joueur de football international sud-coréen, qui évoluait au poste de défenseur, avant de devenir entraîneur.

## Biographie

### Carrière de joueur

#### Carrière en sélection
Avec l'équipe de Corée du Sud, il dispute 17 matchs (pour aucun but inscrit) entre 1997 et 2003. Il figure notamment dans le groupe des sélectionnés lors de la coupe du monde de 1998, disputant un match contre la Belgique.
Il participe également aux Jeux olympiques de 1996.